# Culine
Culine (cyr. Цулине) – wieś w Serbii, w okręgu maczwańskim, w gminie Mali Zvornik. W 2011 roku liczyła 291 mieszkańców.